# Sadí de Buen Lozano
Sadí de Buen Lozano (Barcelona, 18 de juliol de 1893 - Còrdova, 3 de setembre de 1936) va ser un metge i científic espanyol, notable pels seus esforços en l'estudi i erradicació de la malària a Espanya, així com haver descobert a l'agent i al vector de la febre recurrent espanyola, una forma de borreliosi.

## Biografia
Fill de l'eminent científic i polític Odón de Buen y del Cos, fundador de l'Institut Espanyol d'Oceanografia, va néixer a Barcelona, quan el seu pare ocupava la càtedra d'història natural de la Universitat de Barcelona. La seva mare era Rafaela Lozano Rey, germana del que arribaria a ser il·lustre ictiòleg i catedràtic de Vertebrats de la Universitat de Madrid, Luis Lozano Rey. Els seus germans, Demófilo, eminent jurista, magistrat i catedràtic de dret civil, Fernando i Rafael, que van destacar en l'oceanografia, Víctor, enginyer industrial i aeronàutic, i Eliseo, que es va fer també metge i es va doctorar amb una tesi sobre el paludisme, i que va col·laborar en les seves investigacions.
Va tenir quatre fills amb Berta López de Heredia, una de les filles del bodeguer de La Rioja López Heredia, creador de Vinya Tondonía, crescuts a Mèxic, on van arribar després de la Guerra Civil, amb els nens de Morelia. El doctor Sadí de Buen López de Heredia es va convertir en una personalitat de l'oftalmopatologia, i el seu germà Óscar, enginyer civil, va rebre a Mèxic el Premi Nacional d'Enginyeria Civil en 1999.

## Obra
Sadí de Buen es va formar des de 1920 en la parasitologia mèdica al costat de l'investigador d'origen italià Gustavo Pittaluga Fattorini, catedràtic de l'especialitat a la Universitat de Madrid.
Es va especialitzar en l'estudi de les protozoasis, malalties infeccioses produïdes per protozous, i de la seva transmissió per vectors artròpodes, amb una perspectiva pràctica, en la qual l'objectiu era l'erradicació.
Va dedicar la seva atenció fonamentalment a combatre la malària o paludisme, no només a través de la investigació bàsica, sinó a través de l'acció pràctica. Va col·laborar amb *Pittaluga en els treballs contra la malària que aquest va desenvolupar primer a Catalunya i després a Càceres. Va passar a l'Institut d'Higiene Alfonso XIII, com a membre del qual va ser vocal de la Comissió Antipalúdica Central. Va dirigir des de 1920 la fundació de 32 dispensaris *antipalúdicos, i en 1924 va fundar i va dirigir l'Institut Antipalúdic de Navalmoral de la Mata, partint del dispensari que el mateix havia muntat.
Amb ajuda del seu germà Fernando, naturalista especialitzat en la vida aquàtica, Sadí de Buen va introduir a Europa l'espècie americana Gambusia affinis, un peix carnívor propi dels rius que desguassen al Golf de Mèxic. Gambusia és un carnívor que s'alimenta prop de la superfície, devorant àvidament les larves de mosquit. De Buen va saber identificar les falltes (rierols de règim irregular) de Talayuela (Càceres) com un lloc adequat per a la seva aclimatació, que fins llavors hi havia resultat impossible. Des d'allí es va posar de marxa una xarxa de vivers a totes les províncies palúdiques, i d'allí van sortir les gambusies que amb les que d'ara endavant es va combatre el paludisme a Itàlia primer, i després en la resta d'Europa i en el Nord d'Àfrica.
Sadí de Buen va estudiar també la lepra i la leishmaniasi, una infecció protozoària deguda a Leishmania i transmesa per flebotómids, que segueix sent endèmica en zones del centre peninsular. De Bon va descriure tres noves espècies de Phlebotomus.
Sadí de Buen va descobrir el bacteri Borrelia hispanica (=Treponema hispanica), que provoca la febre recurrent espanyola, una entitatd que ell caracteritzà. No sols va descriure la malaltia i l'agent, sinó també el vector, Ornithodoros erraticus (=O. maroccanus), una paparra de la família Ixodidae. La malaltia és pròpia de la península Ibèrica i el nord-oest d'Àfrica, i està relacionada amb una altra borreliosi, la deguda a Borrelia crocidurae, estesa per Àfrica, Orient Mitjà i l'Àsia central.

## Mort
En 1931 va ser nomenat Director General d'Institucions Sanitàries, convertint-se en persona de confiança de Marcelino Pascua, Director General de Sanitat, que pretenia reformar la sanitat espanyola, i a qui substituïa durant les seves absències.
De Buen es trobava a Còrdova al juliol de 1936, en el compliment de les seves tasques d'investigació en la lluita antipalúdica i com a cap dels Serveis de la Direcció general de Sanitat, quan va ser capturat el 23 de juliol i afusellat la nit del dia 2 al 3 de setembre en les tàpies del cementiri de San Rafael pels insurrectes. La seva mort va tenir un ampli ressò a Europa, la qual cosa va deure influir en l'alliberament, per bescanvi, del seu pare, Odón de Buen, al que la rebel·lió militar va sorprendre a Mallorca.
L'eficient, encara que modesta, organització antipalúdica espanyola, que De Buen havia contribuït a construir, va desaparèixer amb la guerra, podent considerar-se en 1942 que la malària era el problema sanitari més greu d'Espanya, de manera que s'hagué d'aixecar una nova estructura gairebé des de zero. D'altra banda, les circumstàncies de la mort de Sadí de Buen van afavorir l'oblit de la seva obra científica, que només ha començat a valorar-se a partir dels últims anys.